# Municipio de Ophir (Illinois)
El municipio de Ophir (en inglés: Ophir Township) es un municipio ubicado en el condado de LaSalle en el estado estadounidense de Illinois. En el año 2010 tenía una población de 508 habitantes y una densidad poblacional de 5,77 personas por km².

## Geografía
El municipio de Ophir se encuentra ubicado en las coordenadas 41°30′8″N 88°58′51″O / 41.50222, -88.98083. Según la Oficina del Censo de los Estados Unidos, el municipio tiene una superficie total de 87.98 km², de la cual 87,94 km² corresponden a tierra firme y (0,05 %) 0,04 km² es agua.

## Demografía
Según el censo de 2010, había 508 personas residiendo en el municipio de Ophir. La densidad de población era de 5,77 hab./km². De los 508 habitantes, el municipio de Ophir estaba compuesto por el 93,11 % blancos, el 0,2 % eran afroamericanos, el 0,79 % eran asiáticos, el 4,13 % eran de otras razas y el 1,77 % eran de una mezcla de razas. Del total de la población el 7,28 % eran hispanos o latinos de cualquier raza.